# Peter Jonsson (Bååt) (väpnare)
Peter Jonsson (Bååt), var en svensk ämbetsman.

## Biografi
Peter Jonsson (Bååt) var son till väpnaren Jon Petersson (Bååt). Han innehade titeln väpnare och var 16 maj 1434 bosatt på Flishult, då han och hans fru skänkte en gård i Asby socken till kyrkan och prästbordet i Asby församling. Peter Jonsson var 1441 häradshövding i Vifolka härad.

### Egendom
Peter Jonsson ägde Flishult i Näsby socken.

### Familj
Peter Jonsson gifte sig första gången med Elin Henriksdotter (död 1433), dotter till riddaren Henrik Gerhardsson Snakenborg. Elin Henriksdotter var änka efter Johan Erengislesson Gädda. Peter Jonsson och Elin Henriksdotter fick tillsammans barnen Brita Petersdotter (död före 1490) som var gift med väpnaren Gustaf Mattsson (en stjärna), riddaren Erland Petersson (Bååt), Märta Petersdotter (död före 1490) som var gift med väpnaren Jakob Ingemarsson "Jeppe Tiby" (fågel) och Ingrid Petersdotter (död före 1455) som var gift med väpnaren Esbjörn Båt.